# Ariel Nogueira
Ariel Augusto Nogueira (Petrópolis, 1910. február 22. – ?) brazil labdarúgóhátvéd.

## Pályafutása
1927-ben a Hellênico, 1927 és 1929 között a Petropolitano, 1929 és 1934 között a Botafogo labdarúgója volt.
A brazíl válogatott tagjaként részt vett az 1934-es olaszországi világbajnokságon.